# Hošťálkovy
Hošťálkovy település Csehországban, Bruntáli járásban. Hošťálkovy Město Albrechtice, Holčovice, Krnov, Brantice, Karlovice és Krasov településekkel határos. Lakosainak száma 635 fő (2024. január 1.).

## Népesség
A település lakosságának változását az alábbi diagram mutatja:
| Lakosok száma | 1996 | 1750 | 1530 | 493  | 733  | 677  | 584  | 599  | 614  | 635  |
|               | 1869 | 1890 | 1921 | 1950 | 1980 | 2001 | 2017 | 2019 | 2022 | 2024 |